# Economia de Moçambic

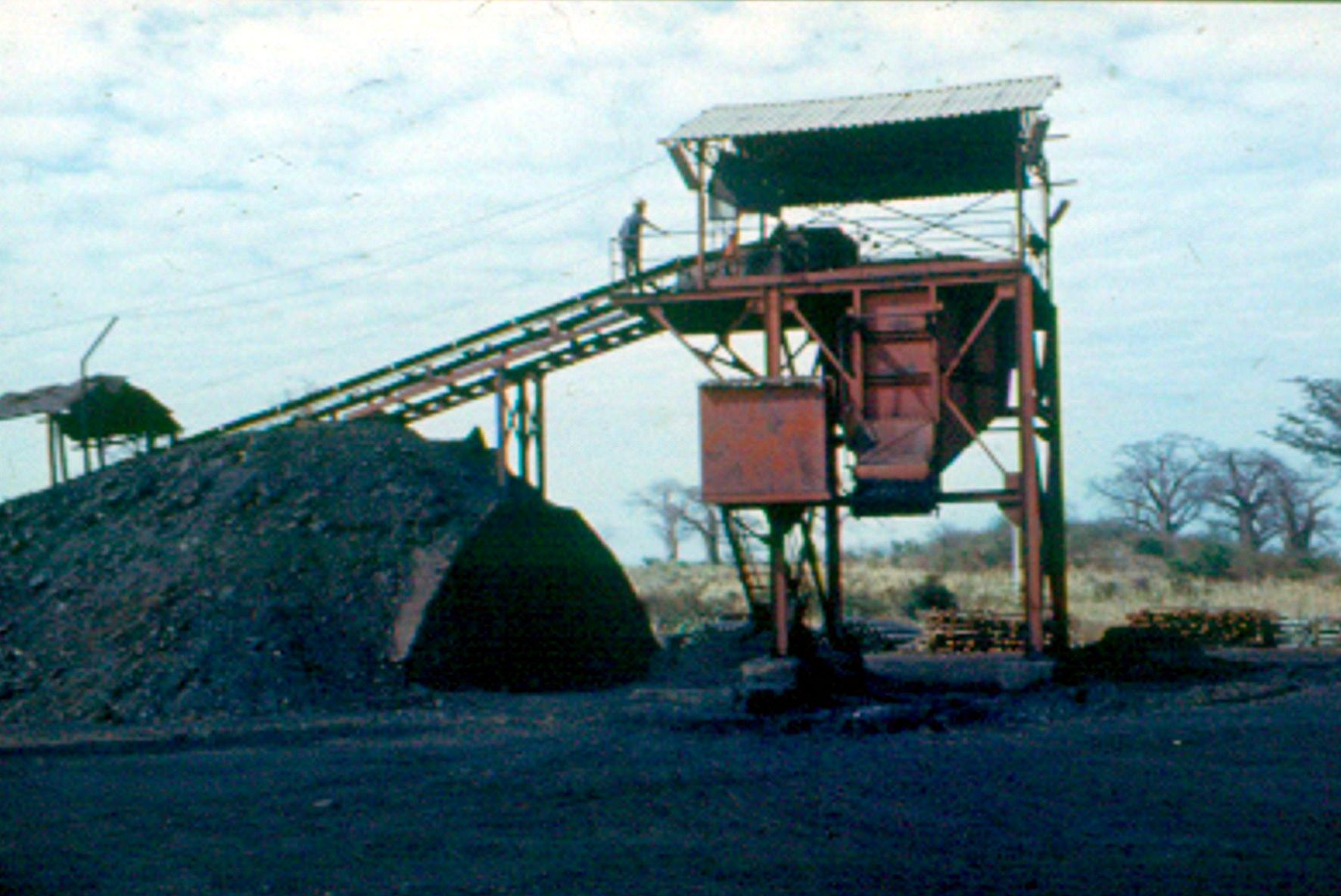
Extracció de carbó a Moçambic.

El 1975, any de la seva independència, Moçambic era un dels països més pobres del món. Problemes de gestió d'una economia socialista i una guerra civil entre el 1977 i el 1992 van empitjorar la situació.
El 1987 el govern va començar una sèrie de reformes macroeconòmiques amb finalitats d'estabilitzar l'economia. Aquestes reformes, adoptades amb ajuda internacional i combinades amb eleccions lliures el 1994, van resultar en la millora de les taxes de creixement. Reformes monetàries van reduir la inflació. Reformes fiscals van conduir a una millora de la recaptació.
No obstant això, el país segueix dependent d'assistència internacional per a gairebé la meitat del seu pressupost anual, i la majoria de la població segueix sota el nivell de la pobresa. L'agricultura de subsistència encara és la principal font de renda de la majoria de la població.